# کلود پرو

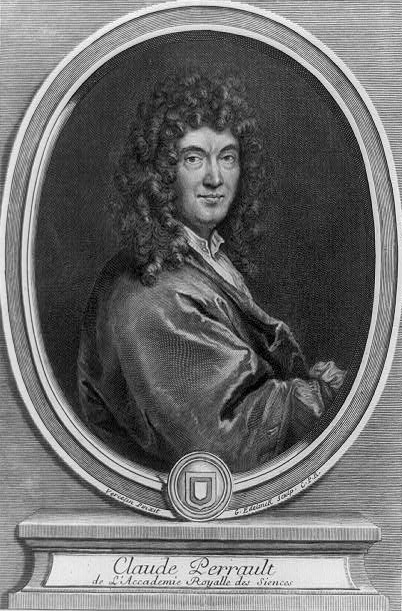

کلود پرو (به فرانسوی: Claude Perrault) (زاده ۱۶۱۳ – مرگ ۱۶۸۸) معمار بخش شرقی لوور بود.